# Athelia binucleospora
Athelia binucleospora ist eine Ständerpilzart aus der Familie der Gewebehautverwandten (Atheliaceae). Sie bildet resupinate, weiße und schimmelteppichartige Fruchtkörper auf Koniferen und Bedecktsamern aus. Die bekannte Verbreitung der Art umfasst mit Europa und Japan ein paläarktisches Areal.

## Merkmale

### Makroskopische Merkmale
Athelia binucleospora bildet wie alle Arten der Gewebehäute (Athelia) weiße, dünne Fruchtkörper mit glattem Hymenium und unscheinbarem bis gespinstartigen Ränder aus. Sie lassen sich leicht vom Substrat ablösen.

### Mikroskopische Merkmale
Athelia binucleospora besitzt eine für Gewebehäute typische monomitisch Hyphenstruktur, das heißt, sie besitzt lediglich generative Hyphen, die dem Wachstum des Fruchtkörpers dienen. Die Hyphen sind hyalin und dünnwandig. Die Subicularhyphen besitzen vereinzelt Schnallen, die Subhymenialhyphen sind einfach septiert und 3,5–5 µm breit. Die Art verfügt nicht über Zystiden. Ihre Basidien sind keulenförmig, 10–15 × 4–6 µm groß und zylindrisch geformt. An der Basis sind sie einfach septiert, sie besitzen zwei Sterigmata. Die Sporen des Pilzes sind birnenartig geformt, 5–6 × 2,5–3 µm groß, glatt und dünnwandig sowie hyalin.

## Verbreitung
Die bekannte Verbreitung von Athelia binucleospora umfasst das zentrale und nördliche Europa sowie Japan. Sie gilt als eher selten.

## Ökologie
Athelia binucleospora ist ein Saprobiont, der Koniferen und Bedecktsamer befällt. Bekannte Wirtsarten sind unter anderem Rotbuche (Fagus sylvatica), Gemeine Fichte (Picea abies) und Juniperus macrocarpa.